# Ghizela de Bavaria
Ghizela de Bavaria (n. 984 sau 985, în apropiere de Regensburg - d. 7 mai 1060, Passau) a fost soția regelui Ștefan I al Ungariei și sora împăratului Henric al II-lea (în germană Heinrich II.) al Sfântului Imperiu Roman.
Regina Ghizela a fost mama prințului Emeric (Imre), decedat în anul 1031. După moartea regelui Ștefan, eveniment care a survenit în anul 1038, regina Ghizela a devenit ținta resentimentelor antioccidentale. În anul 1042 regina Ghizela a reușit să fugă din Ungaria cu ajutorul lui Henric al III-lea, după care s-a retras la mănăstirea benedictină din Passau, unde a rămas până la sfârșitul vieții.
A fost beatificată în Biserica Catolică în anul 1975. Este sărbătorită în ziua de 7 mai.

## Imagini

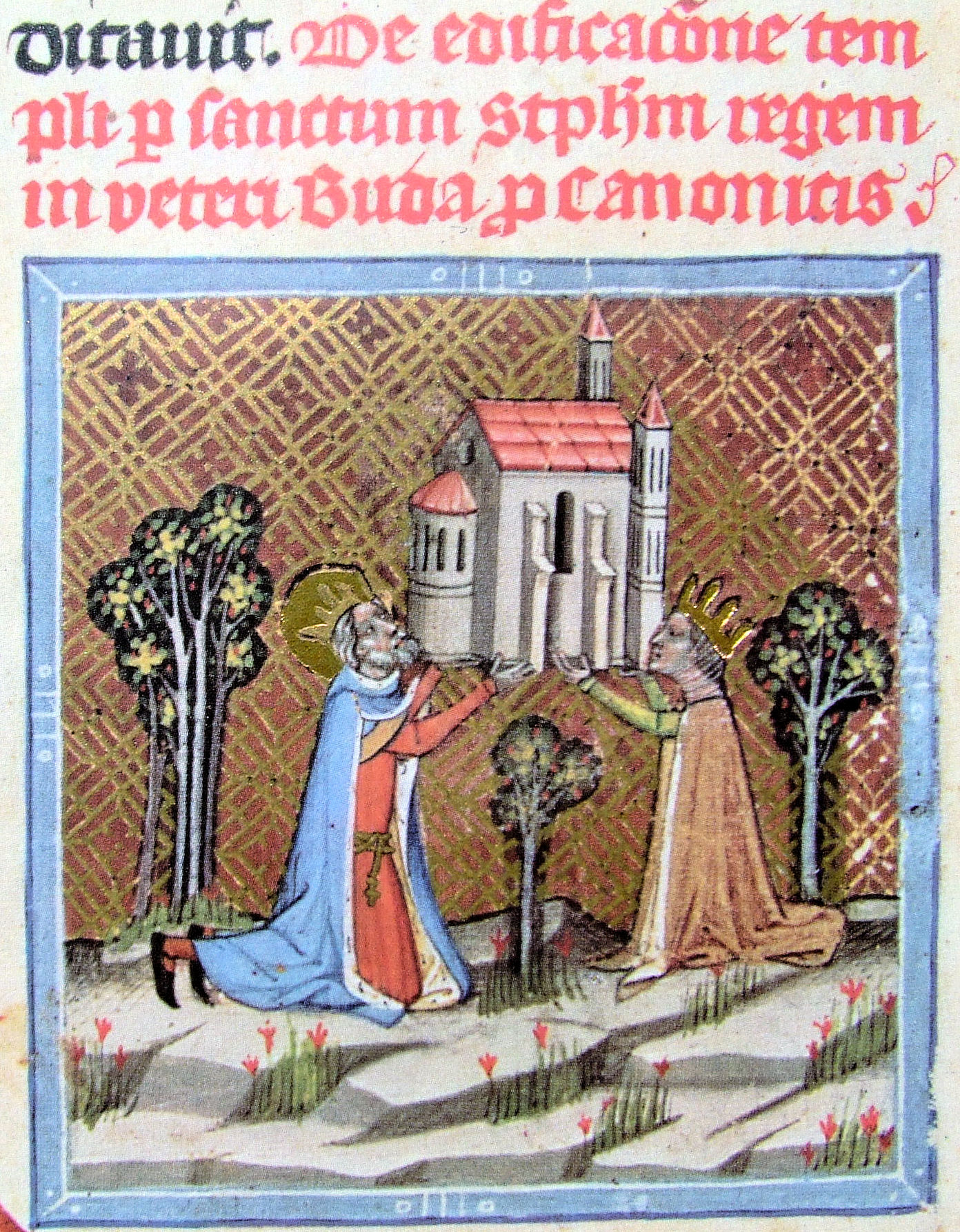
Ștefan și Ghizela ctitoresc biserica din cetatea Buda (Cronica pictată de la Viena)
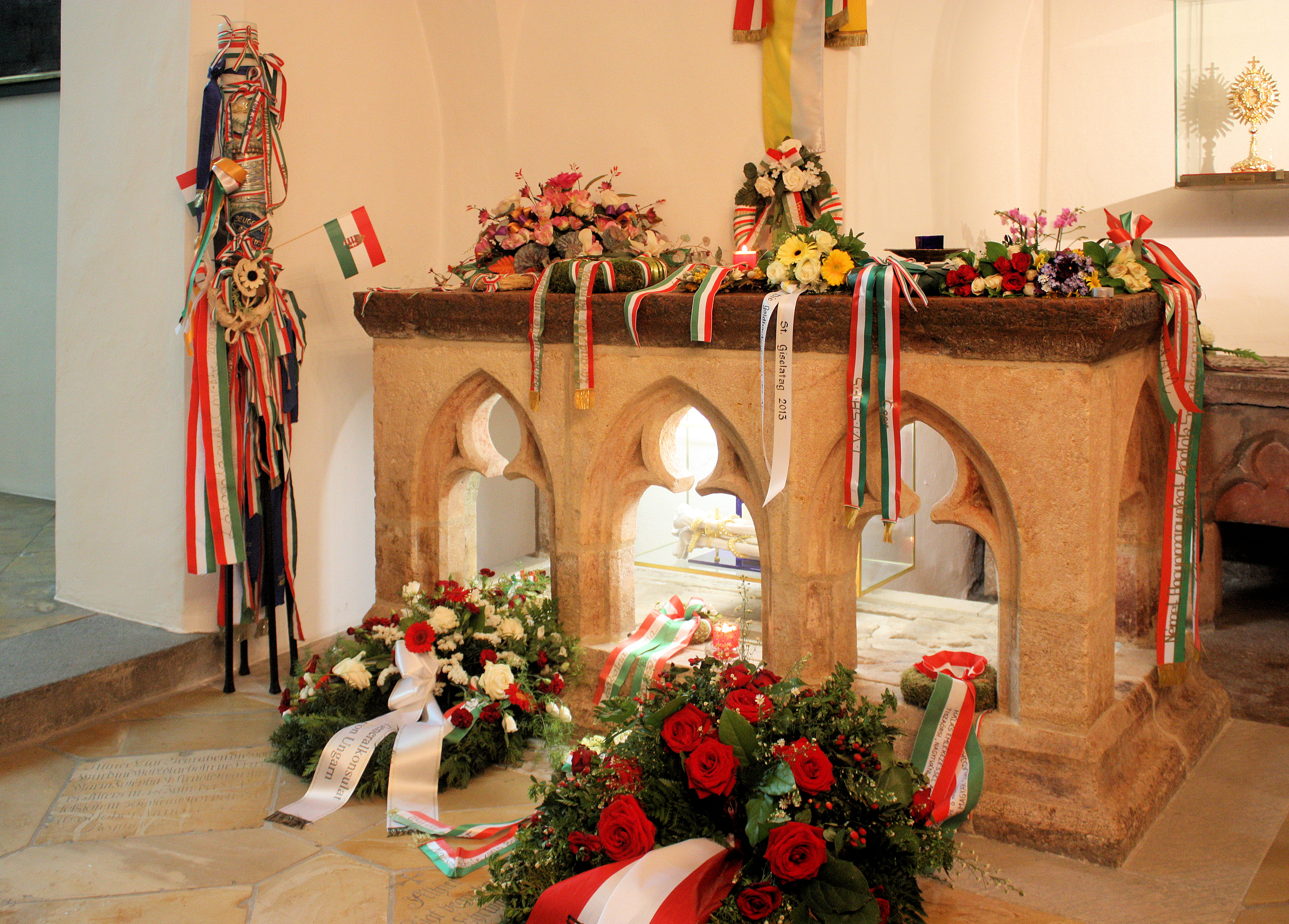
Mormântul Ghizelei la Passau